# Патріціо Парріні
Патріціо Парріні (італ. Patrizio Parrini; нар. 5 вересня 1959) — колишній італійський тенісист.
Найвищу одиночну позицію світового рейтингу — 300 місце досяг 4 січня 1982, парну — 266 місце — 16 липня 1984 року.

## Титули на челленджерах

### Парний розряд: (2)
| Ранг | Рік  | Турнір           | Покриття | Партнер          | Суперники                                | Рахунок       |
| ---- | ---- | ---------------- | -------- | ---------------- | ---------------------------------------- | ------------- |
| 1.   | 1981 | Галатіна, Італія | Ґрунт    | Карлос Гаттікер  | Роберто Каррутерс Фернандо Далья Фонтана | 6–4, 5–7, 7–5 |
| 2.   | 1985 | Паріолі, Італія  | Ґрунт    | Клаудіо Медзадрі | Паоло Кане Сімоне Коломбо                | 6–4, 3–6, 6–4 |